# 2MASS J10365305-3441380
2MASS J10365305-3441380 ist ein Brauner Zwerg im Sternbild Antlia. Er wurde 2002 von John E. Gizis et al. entdeckt und gehört der Spektralklasse L6 an.